# José María Marxuach Echavarría
José María Marxuach Echavarría (Aguadilla, Puerto Rico, 16 d'abril de 1848 - 1910) fou un metge i polític portoriqueny, dos vegades alcalde de la ciutat de San Juan de Puerto Rico. Primer sota l'administració colonial espanyola i després sota l'administració dels Estats Units, és l'únic polític que va servir sota els dos governs colonials.

## Biografia

### Anys primerencs
José María Marxuach Echavarría, nascut «José Monserrate Marxuach Echavarría» va néixer a Aguadilla, Puerto Rico. Els seus pares eren Francisco Marxuach Ferrer (fill de Joan Marxuach Prats i Francesca Ferrer, de Mataró, Catalunya) i Beatriz Amalia Echavarría Conti. La seva mare era la neta del Coronel Rafael Conti y Flores, conegut per la seva defensa d'Aguadilla durant la invasió britànica de 1797, i gran-néta del Coronel Francisco Torralbo y Robles, governador de Puerto Rico de 1794 a 1798.
Seguint els pasos del seu oncle matern, José Rafael Echavarría Conti, José María Marxuach Echavarría va viatjar a Espanya per estudiar medicina a la Universitat de Saragossa, on es va llicenciar el 1871 en medicina i cirurgia. Una vegada tornat a Puerto Rico, va treballar com a metge de capçalera en diverses ciutats de l'illa, incloent San Juan. El 1881 va ser designat President de la Subdelegació de Ciències Mèdiques i Quirúrgiques de Puerto Rico.

### Carrera política
El 1897, mentre ocupava el lloc de primer Tinent d'Alcalde de San Juan, va ser seleccionat pel ocupar el lloc interí d'Alcalde. Durant la seva administració van ser millorats els carrers de vianants i infraestructura de drenatge de San Juan, així com el nivell general de neteja de la ciutat. També es va fer la demolició d'un tram de les antigues muralles del presidi de la ciutat.
El 1898, a la meitat de la invasió dels EUA, Marxuach Echavarría va assistir el Dr. Cayetano Coll y Toste (llavors Vicepresident de Creu Roja de Puerto Rico) durant la lluita que es produí dins San Juan. L'any següent, el General George W. Davis, governador militar americà de Puerto Rico, va permetre les primeres eleccions municipals des de la invasió dels EUA. El Partit Republicà de Puerto Rican va guanyar a San Juan i Manuel Egozcue Cintrón esdevingué alcalde. Marxuach Echavarría va obtenir un seient en el Consell Municipal (Concejo Municipal).
El 1900, Marxuach Echavarría va ser elegit Alcalde-President. L'oficina dual, creada el 1878 per unes reformes espanyoles, combinava els deures executius d'un alcalde municipal amb les oficines d'un president d'ajuntament. Marxuach Echavarría va morir el 1910.

### Membres de la família
Marxuach Echavarría es va casar amb Josefina Plumey Irizarry (filla de Juan Bautista Plumey i Petronila Irizarry) el 1873. Van tenir dues filles, Teresa (mare del locutor de ràdio Teófilo Villavicencio) i Amalia; així com dos fills, Lt. Col, Teófilo Marxuach i Acisclo Marxuach Plumey (n. 1892). Acisclo fou cònsol honorari d'Espanya el 1935 i va ostentar el títol de segon Mestre Magnífic de l'Ordre de Juan Baptista de Puerto Rico.
Marxuach Echavarría era també l'avi de Coronel Gilberto José Marxuach, conegut com "El Pare de la defensa civil de San Juan".
També era parent distant de Josep Coll i Britapaja.